# Plateau de l'Arbois
Pour les articles homonymes, voir Arbois (homonymie).
Le plateau de l'Arbois, aussi appelé chaîne de Vitrolles, est un petit plateau dans les Bouches-du-Rhône. Le massif offre des milieux d'une grande richesse et abrite aujourd'hui trois infrastructures majeures : le canal de Marseille, le technopôle de l'Arbois Méditerranée et la gare TGV d'Aix en Provence.

## Géographie

### Situation
Le plateau de l’Arbois est situé à l’ouest d’Aix-en-Provence, au centre des trois grands bassins de population de la région : l’étang de Berre, Aix et Marseille.
Ce plateau situé entre le quartier de la Duranne près des Milles à l'est et Vitrolles à l'ouest et entre Velaux au nord et Plan de Campagne au sud. Il est notamment traversé par la D9 reliant Aix-en-Provence et Vitrolles.

### Topographie
Il s’agit d’un espace naturel à topographie variée, dont l’inclinaison est faible à l’est mais beaucoup plus prononcée à l’ouest. Le plateau ferme le paysage oriental de l’étang de Berre, le séparant ainsi du bassin d’Aix en Provence. Le relief de l’Arbois est constitué de plateaux superposés culminant à 271 mètres d'altitude, offrant ainsi des points de vue panoramiques sur les principaux massifs du département, notamment la Sainte-Victoire et les Alpilles.
Sa longueur est d'environ 15 kilomètres et sa largeur est de 10 kilomètres pour une superficie de 15 000 ha sur huit communes différentes, Aix-en-Provence, Velaux, Vitrolles, Rognac, les Pennes Mirabeau et en bordure Nord-Est et Est Ventabren, Bouc Bel Air et Cabriès. Son altitude maximale est de 271 m, près du hameau de Saragousse, avec une altitude moyenne de 180 mètres.

## Activités

### Développement économique
Les premières idées d’aménagement datent du milieu des années 1980. La commune d’Aix-en-Provence a l’idée de créer une zone d'aménagement différé pour accélérer le développement de la zone d’activité de la Duranne. Au début des années 1990, le projet s’accélère alors que la DATAR préconise la création d’un pôle scientifique au nord-ouest de la métropole marseillaise, projet destiné à concilier le développement économique et la protection de l’environnement.
En 1991, un Syndicat mixte, regroupant la région, le département ainsi que les communes des environs (Aix, Vitrolles et Cabriès) est créé. Le syndicat décide de reconvertir une partie du plateau en deux pôles (dont les deux tiers sont présents sur la commune d’Aix-en-Provence) ; l’un, au sud, destiné à recevoir la gare TGV, l’autre au nord à proximité de la zone d’activité des Milles pour accueillir le technopôle de l’Arbois Méditerranée.

### Infrastructures
Deux infrastructures majeures sont implantées sur le plateau de l'Arbois : le technopôle de l'environnement Arbois-Méditerranée et la gare TGV d'Aix-en-Provence.
Le projet d'aménagement du plateau souhaité par la région et la ville d'Aix-en-Provence a débouché sur la création du syndicat Mixte de l'Arbois, établissement public administratif, dont la mission est de gérer le technopôle de l'environnement Arbois-Mediterranée, destiné à favoriser le développement de la filière écologique au sein du département des Bouches-du-Rhône. Le technopôle a pour vocation d'accueillir des entreprises, des unités de recherche et des départements universitaires dans le domaine de l'environnement.
La gare TGV d'Aix en Provence y a été mise en service en 2001 lors de l'arrivée, de la LGV Méditerranée, mais le ministère de l'environnement avait conditionné son avis favorable à la DUP à une limitation stricte de l'urbanisation et de la périurbanisation et de la prise d’une série de mesures de protection de l’environnement.

### Protection environnementale
Le plateau est en partie en zone protégée, notamment le réservoir du Réaltor. De multiples études, notamment celles de l'Agence départementale des espaces sensibles (ADES) et du Conservatoire et études des écosystèmes de Provence, effectuées pour le compte du Syndicat mixte de l'Arbois, ont fait ressortir la richesse biologique du plateau. En 1999, l'Office national des forêts (ONF) présente une étude qui souligne définitivement l'intérêt biologique des différents habitats naturels du massif. En 2003, un arrêté du Premier ministre, porte désignation du site Natura 2000 du plateau de l'Arbois, compte tenu, notamment, des multiples espèces d'oiseaux figurant dans la directive « oiseaux ». Il a fait l'objet d'une proposition de classement en parc naturel de l'Arbois, avec création d'un groupement d’intérêt public (GIP) local pour le préparer. En été, le plateau est surveillé par les forestiers sapeurs et les Comités communaux feux de forêt (CCFF) de Rognac et Vitrolles. Malgré cela, une partie du massif de l'Arbois a été brûlée au début des années 2000.